# لئونارد بلاواتیک
لئونارد بلاواتیک (به انگلیسی: Leonard Blavatnik) (زاده ۱۴ ژوئن ۱۹۵۷) کارآفرین، سرمایه‌دار، سرمایه‌گذار، بازرگان و مدیر ارشد اجرایی آمریکایی اوکراینی‌تبار است، که در حال حاضر به‌عنوان رئیس هیئت مدیره شرکت اکسس اینداستریس فعالیت می‌کند. وی در ماه مارس ۲۰۱۵ با دارایی خالص ۲۰٫۲ میلیارد دلار، در رتبه ۴۱ از فهرست ثروتمندترین افراد جهان قرار گرفت. بلاواتیک در سال ۲۰۱۴ از سوی مجله فوربز جایگاه ۵۶ از قدرتمندترین افراد جهان را به خود اختصاص داد.